# Pleuretra similis
Pleuretra similis is een raderdiertjessoort uit de familie Philodinidae. De wetenschappelijke naam van deze soort is voor het eerst geldig gepubliceerd in 1963 door Bartoš.